# Here, There and Everywhere
«Here, There and Everywhere» (с англ. — «Здесь, там и повсюду») — песня английской группы The Beatles, впервые выпущенная на альбоме 1966 года Revolver. Основная часть композиции написана Полом Маккартни, однако официальное авторство присвоено дуэту Леннон/Маккартни. Это одна из лучших мелодических композиций Пола Маккартни, который неоднократно выделял её как одну из своих самых любимых песен. По сообщениям, Джон Леннон считал композицию «лучшей песней на альбоме», а в интервью 1972 года для журнала Rolling Stone отметил, что это «одна из его любимых песен The Beatles». В 2000 году музыкальный журнал Mojo поместил эту песню на 4-ю позицию в своём списке величайших песен всех времён.

## О песне
В композиции соединились два вида миксодиатоники (соответственно, G"e и B"g), но возвращение в главную тональность соль мажор происходит через одноимённое сопоставление соль минора и соль мажора. Здесь тон «соль» становится высотным уровнем, соединяющим далеко стоящие друг от друга ми минор и си-бемоль мажор.
В интервью 1980 года Маккартни вспоминал:

Мне особенно запомнилось то, что произошло, когда мы снимали фильм «На помощь!» в Обертауэрне, в Австрии. Мы с Джоном жили в одном номере, после дня съёмок снимали тяжёлые лыжные ботинки, чтобы принять душ и приготовиться к самому приятному — ужину и выпивке. Мы слушали кассету с нашими новыми записями, в том числе и с моей песней «Here, There and Everywhere». Помню, как Джон сказал: «Знаешь, она, пожалуй, нравится мне больше всех моих песен на этой кассете». Подобные слова от Джона — это высокая похвала.
Выдающиеся вокальные гармонии в песне — влияние группы The Beach Boys и их последнего на момент записи Revolver альбома Pet Sounds. Пол говорил о том, что в очередной балладе он пытался сравняться с лидером The Beach Boys — Брайаном Уилсоном и его песней «God Only Knows».
Песня демонстрирует одну из самых высоких вокальных партий Маккартни. В своей автобиографии музыкант признавался, что при записи этой песни он пытался петь как Марианна Фейтфулл.
Новая версия песни была смикширована Джорджем Мартином для сингла «Real Love» в 1996 году («комбинация 7 дубля (моноверсия с вокалом Пола) и стереоверсии 1995 года с вокальными партиями»).

## В записи участвовали
- Пол Маккартни — дублированный вокал, акустическая гитара, бас-гитара, щелчки пальцами.
- Джон Леннон — бэк-вокал, щелчки пальцами.
- Джордж Харрисон — бэк-вокал, соло-гитара, щелчки пальцами.
- Ринго Старр — барабаны, щелчки пальцами.
- Джордж Мартин — продюсер.
- Джефф Эмерик — инженер.

## Кавер-версии
Песня неоднократно перепевалась другими исполнителями, к примеру:
- группой The Flying Pickets
- группой The Lettermen
- группой Locksley
- группой Episode Six
- группой Count Basie Orchestra
- Арик Айнштейн
- Джордж Бенсон
- Питер Бринхолт
- Петула Кларк
- Перри Комо
- Джон Денвер
- Селин Дион
- Хосе Фелисиано
- Бобби Гентри
- Стефан Граппелли
- Офра Харной
- Эммилу Харрис
- Кенни Логинс
- Джон МакДермот
- Кармен Макрей
- Маая Сакамото
- Сиссель Хюрхьебё
- Джордж Ширинг
- Горан Зольшер
- Энди Уильямс
- Аструд Жилберту
- Rita Lee

## Влияние на поп-культуру
- Песня звучит в раннем фильме Никиты Михалкова «И эти губы, и глаза зелёные…» 1967 года, экранизации одноимённого рассказа Сэлинджера.
- В популярном телевизионном сериале «Друзья» эта песня играется на металлических стальных барабанах, когда одна из героинь сериала Фиби Буффе проходит между рядами церкви во время её свадебной церемонии. Это был второй случай, когда песня, написанная Маккартни, использовалась в этом сериале в качестве свадебной песни. Впервые, другая песня музыканта — «My Love» звучит на свадьбе Чендлера Бинга и Моники.
- Джефф Эмерик, работавший в качестве инженера звукозаписи альбомов The Beatles, использовал название песни в заголовке своих мемуаров[8].
- Персонаж популярной ситуационной комедии «Спокойной ночи, дорогая» Гари Спарроу исполняет песню на фортепиано в одной из серий.
- В компьютерной игре Grand Theft Auto IV это название является девизом автобусной компании и написано на каждом автобусе.